# صموئيل آدامز (ضابط)
صموئيل آدامز (بالإنجليزية: Samuel Adams)‏ هو ضابط أمريكي، ولد في 10 أبريل 1912 في نورثهامبتون في الولايات المتحدة، وتوفي في 6 يونيو 1942 في المحيط الهادئ.